# 太姜

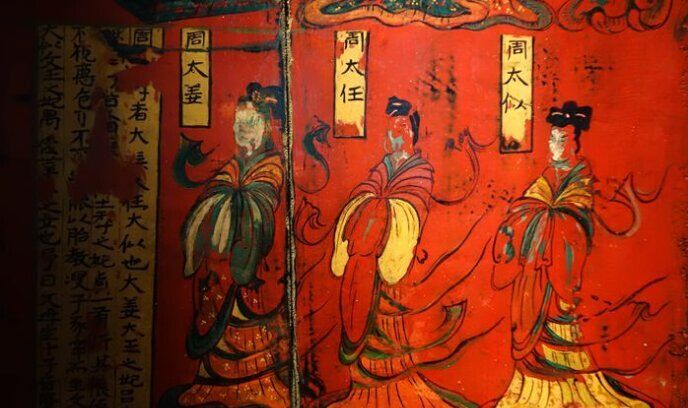
從左到右：太姜、太任、太姒，公元五世紀北魏漆畫。

太姜（？—？），姜姓，出自有邰氏，逄国（今滨州博兴，商末被灭，改封薄姑）人。商朝西歧諸侯、後被諡為周太王的古公亶父之正妃，泰伯、仲雍、季历之母，周文王昌之祖母。
太姜（周太王之妻）、太任（周王季之妻）、太姒（周文王之妻）合稱「三太」，後世以「太太」作已婚女性的尊稱，代表賢德直追三太。